# Garmisch-Partenkirchen (plaats)

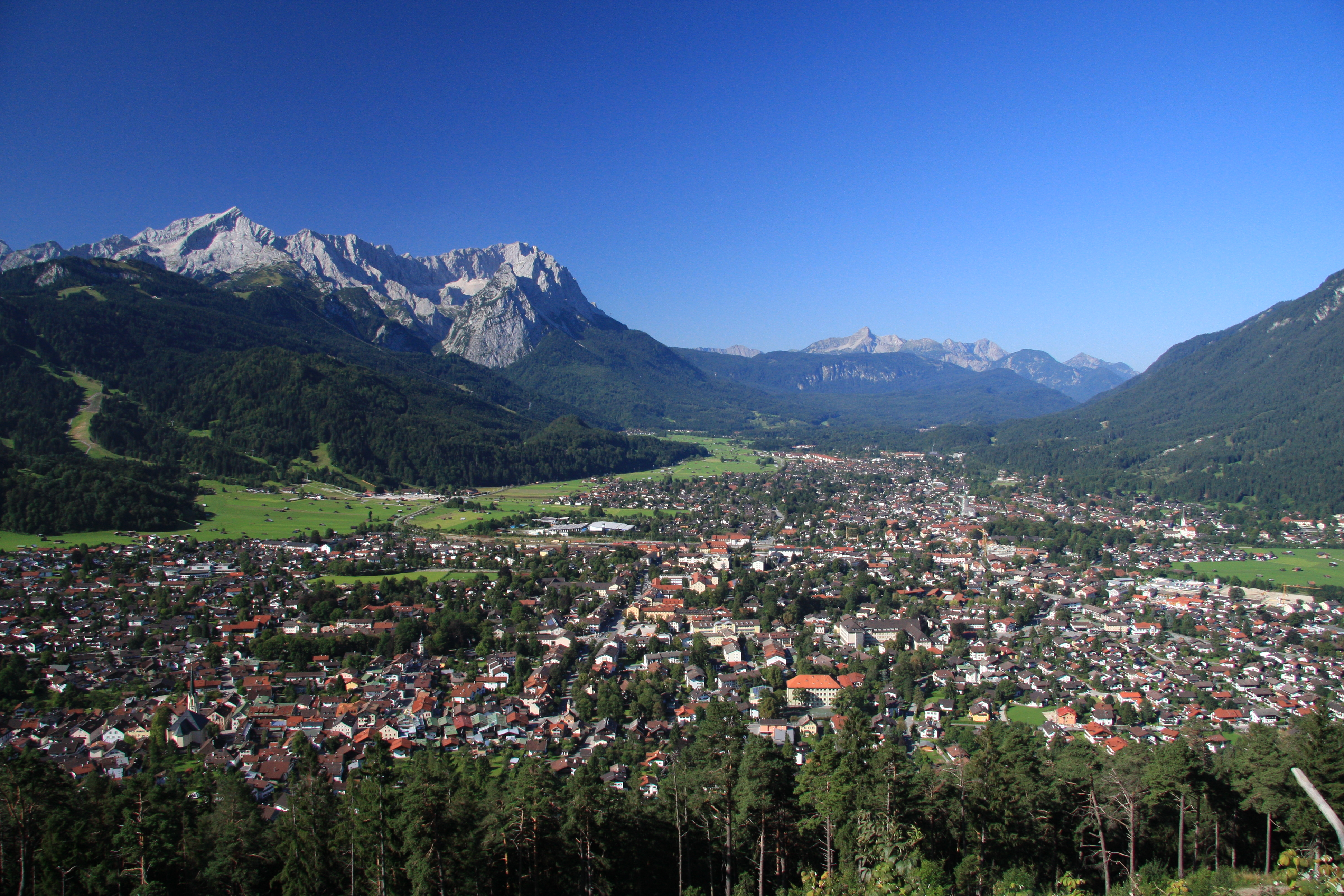
Garmisch-Partenkirchen

Garmisch-Partenkirchen is een gemeente met marktrecht in de Duitse deelstaat Beieren. De plaats is gelegen aan de voet van het Wettersteingebergte, met de Zugspitze (2962 meter), de hoogste berg van Duitsland. Garmisch-Partenkirchen is het bestuurlijke centrum van Landkreis Garmisch-Partenkirchen. De plaats heeft niet de status van stad, maar van Markt en is daarmee formeel geen Kreisstadt, maar als enige in Duitsland een Kreishauptort. Garmisch-Partenkirchen telt 27.253 inwoners.

## Geografie
Garmisch-Partenkirchen heeft een oppervlakte van 205,66 km² en ligt in het zuiden van Duitsland. Aan drie zijden wordt de stad omgeven door hooggebergte. In het zuiden is dat het Wettersteingebergte. In het oosten en noordwesten zijn dat respectievelijk het Estergebergte met de Wank (1780 m.) en het Ammergebergte. In het noorden omsloten door de Kramerspitz (1985 m.). De stad ligt in het dal van de Loisach. De Loisach vormt een zijrivier van de Isar.

## Profiel
De plaats Garmisch-Partenkirchen ontstond in 1935, toen op bevel van de toenmalige Duitse Rijkskanselier Adolf Hitler, Garmisch en Partenkirchen tot een gemeente werden samengevoegd. Iets wat hem niet in dank afgenomen werd. Dit had alles te maken met de IVe Olympische Winterspelen die in februari 1936 in deze plaats plaatsvonden. Aan deze gebeurtenis en aan het jaarlijkse schansspringen op nieuwjaarsdag ontleent Garmisch-Partenkirchen zijn bekendheid als wintersportplaats. Dit beeld strookt intussen niet meer geheel met de werkelijkheid.
Doordat vanaf de jaren zestig grote delen van de Alpenhoofdkam voor de wintersport zijn gesloten, is Garmisch-Partenkirchen als wintersportplaats en skigebied geleidelijk aan minder belangrijk geworden. Op toeristisch vlak heeft Garmisch-Partenkirchen zich vooral richting een centrum voor gezondheidstoerisme ontwikkeld. Belangrijke pijlers voor deze vorm van toerisme zijn de vele wandelwegen rond de plaats en het grote aanbod aan sportmogelijkheden.
Hoewel het toerisme een belangrijke inkomstenbron voor Garmisch-Partenkirchen vormt, leeft niet iedereen van het toerisme. De plaats is tevens het bestuurlijke centrum voor een deel van het gebied ten zuiden van München. Ook bevinden zich in Garmisch-Partenkirchen een aantal onderzoeksinstituten, zoals het Marshall-center, het Alpenforschungsinstitut en het Institut fur Meteorologie en Klimaforschung. Het ziekenhuis van de plaats behoort tot de grotere in Beieren. Vanwege het mooie landschap is Garmisch-Partenkirchen een geliefde woonplaats voor welgestelde senioren.
De in het begin van de twintigste eeuw nog fysiek van elkaar gescheiden plaatsen zijn sinds de administratieve samenvoeging naar elkaar toegegroeid. Het westelijke deel van de stad, de voormalige Garmisch, vormt het moderne deel van de stad. Partenkirchen, het oostelijk gelegen deel van de stad, heeft met zijn kinderkopbestratingen nog de traditioneel Beierse sfeer.

## Naburige plaatsen
- Ehrwald (1000 meter, 2500 inwoners)
- Eschenlohe (620 meter, 1600 inwoners)
- Farchant (670 meter, 3700 inwoners)
- Grainau (750 meter, 3600 inwoners)
- Krün (875 meter, 1900 inwoners)
- Mittenwald (923 meter, 7500 inwoners)
- Oberau (650 meter, 3000 inwoners)

## Bezienswaardigheden
- Het Richard-Strauss-Institut beheert een archief en enkele museumruimtes
- Het oude centrum van Garmisch en het Haus Jocher
- Het oude centrum van Partenkirchen
- Oude stadskerk van Sint-Martin, oorspronkelijk stond omstreeks 800 een kerkje op deze plaats, in de 13e (of 14e eeuw) werd er een nieuwe gebouwd en in de 18e eeuw werd deze kerk herbouwd in barokstijl
- Diverse kerken zoals de Himmelfahrtkirche, de Sebastiankirche en de St. Antonkirche
- De top van de Zugspitze (per tandradbaan en kabelbaan te bereiken)
- Het Olympia-ijssportcentrum met de Grote Olympiaschans (bekend van het Neujahrsspringen, onderdeel van het vierschansentoernooi, in 2007 geheel vernieuwd)
- De Partnachklamm
- De Hollentalklamm
- De Riessersee
- Burgruïne Werdenfels
- Haus Schachen
- De Hofbräustübel en Partenkirchen
- Streekmuseum in het Wackerle Haus

## Foto's

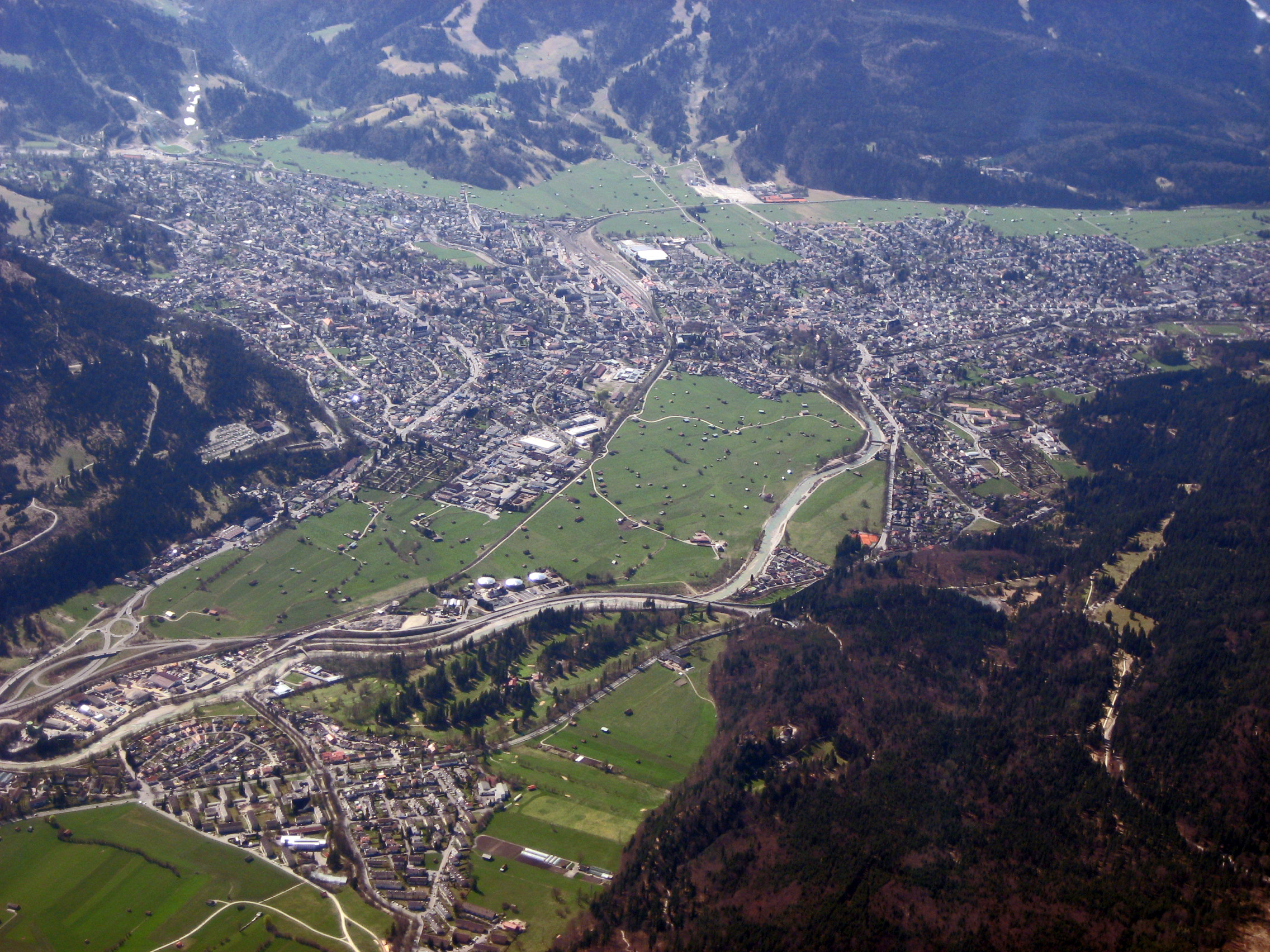
Luchtfoto van Garmisch-Partenkirchen
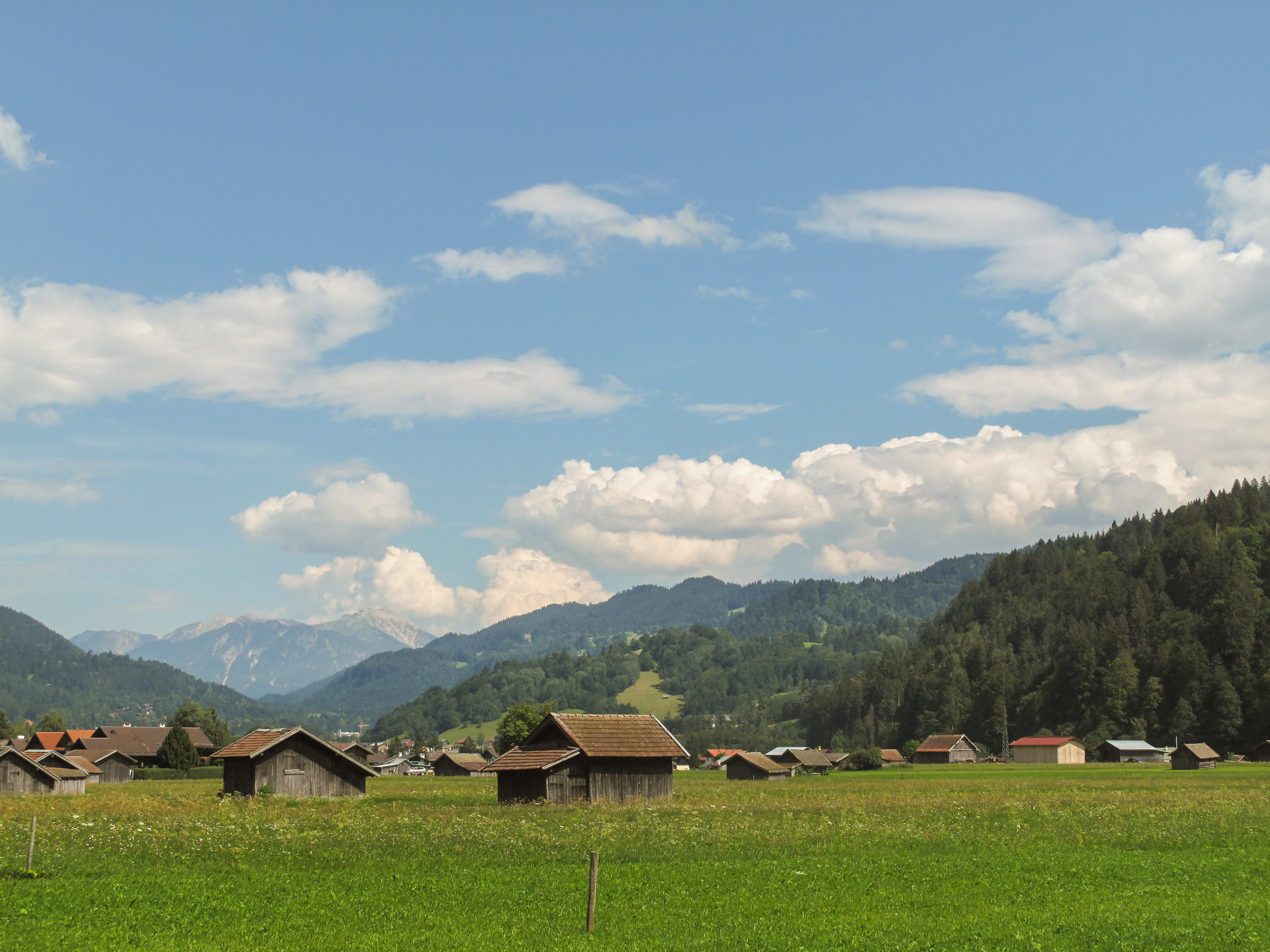
panorama bij Garmisch-Partenkirchen
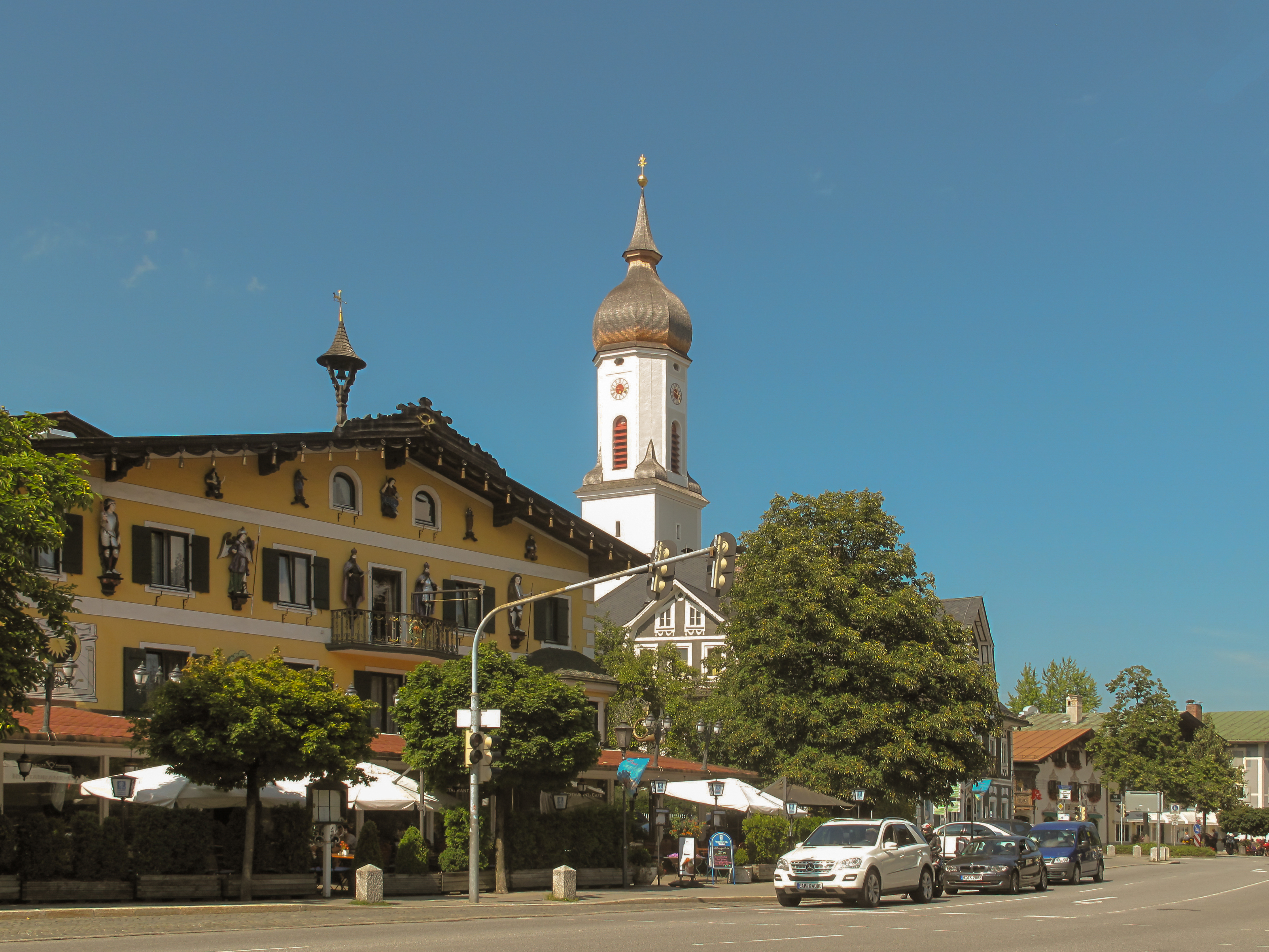
kerk (die Sankt Martin Kirche) in straatzicht
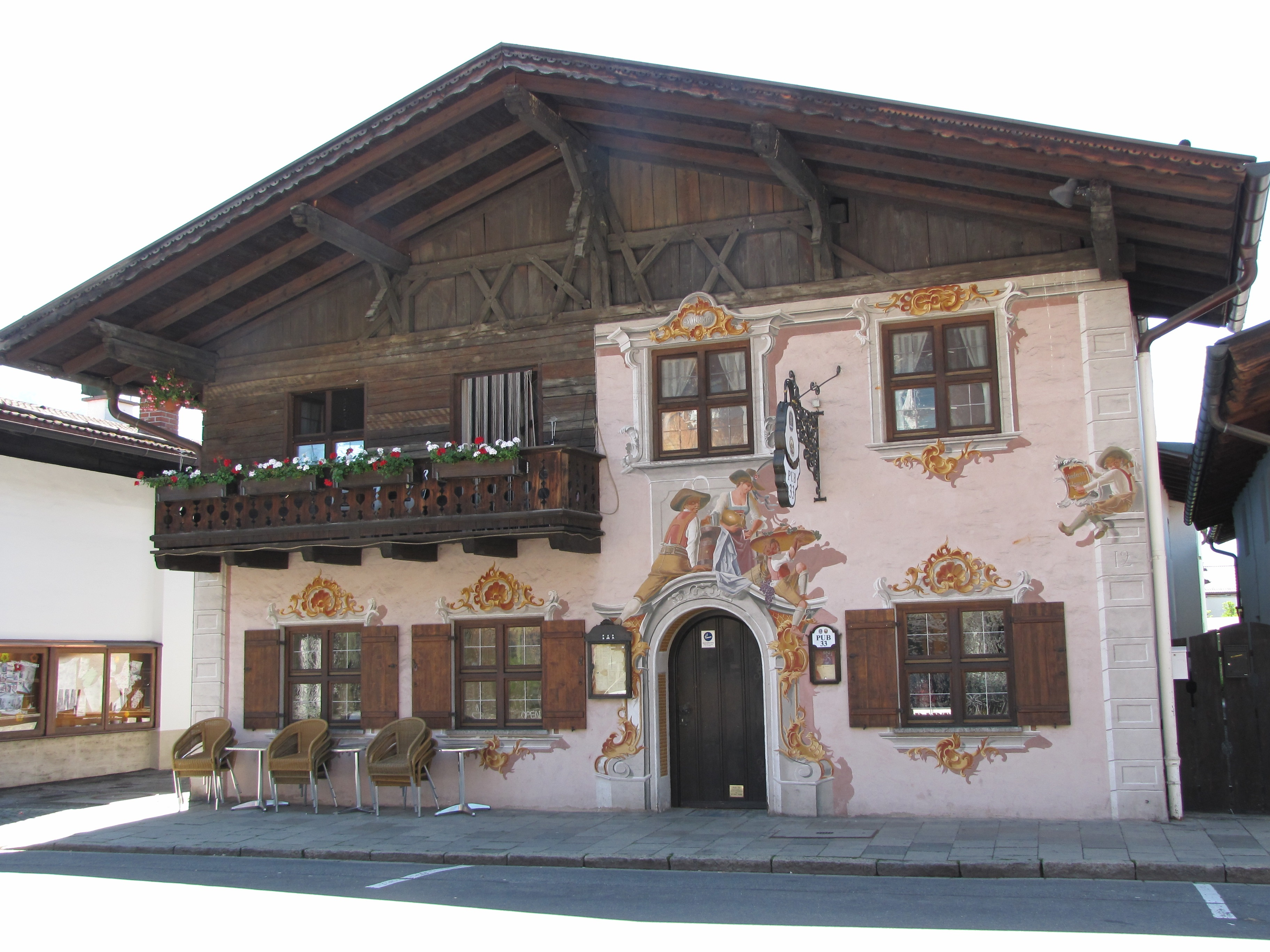
Huis versierd met Lüftlmalerei

## Bekende mensen uit Garmisch-Partenkirchen
- Richard Strauss (1864-1949), componist
- Franz Seraph Haindl (1865-1931), schilder
- Edgar Ende (1901-1965), schilder
- Michael Ende (1929-1995), zoon van Edgar Ende, kinderboekenschrijver (onder andere Het oneindige verhaal)
- Bob van der Houven (1957), Nederlands omroeper en stemacteur
- Friedrich Szepansky (1959), componist, dirigent en pianist
- Martina Beck (1979), voormalig biatlete
- Maria Riesch (1984), voormalig alpineskiester
- Felix Neureuther (1984), alpineskiër
- Magdalena Neuner (1987), voormalig biatlete
- Susanne Riesch (1987), voormalig alpineskiester
- Anna Wörner (1989), freestyleskiester
- Miriam Gössner (1990), langlaufster en voormalig biatlete
- Laura Dahlmeier (1993-2025), biatlete
- Hanna Kebinger (1997), biatlete

## Overleden
- Avery Brundage (1887-1975), Amerikaans atleet, sportbestuurder, kunstverzamelaar, voormalig voorzitter van het Internationaal Olympisch Comité (1952-1972)
- Rosi Mittermaier (1950–2023), alpineskiester
- Erhard Weiß (1914-1957), schoonspringer

## Sport
Ondanks het gegeven, dat door de grootschalige wintersportontsluiting van de Centrale Alpenkam, Garmisch-Partenkirchen als wintersportplaats aan betekenis heeft ingeboet, associëren veel (vooral oudere) mensen de stad nog steeds vooral met de skisport. De Bayerische Zugspitzbahn, een tandradbaan die vanuit het centrum van de stad naar de top van Duitslands hoogste berg - de Zugspitze - voert, verbindt de skigebieden Hausberg-Kreuzeck-Osterfelderkopf en Zugspitzplatt met elkaar. De twee skigebieden bieden tezamen ongeveer 60 kilometer pistenplezier.
Dat de rol van Garmisch-Partenkirchen op sportief vlak zeker niet is uitgespeeld wordt elk jaar op Nieuwjaarsdag bewezen. Dan vindt altijd het traditionele Nieuwjaarsspringen plaats. Het Nieuwjaarsspringen maakt deel uit van het Vierschansentoernooi. De oude Olympia-Schanze, waarvan altijd werd gesprongen, is in 2007 vervangen door een hypermodern nieuw exemplaar.
Nabij het station van Garmisch-Partenkirchen bevindt zich het Olympia-IJssportcentrum. Dit stadion is niet alleen de thuisbasis van ijshockeyclub SC-Riessersee maar is ook de plek waar Sjoukje Dijkstra in 1960 het Europees kampioenschap kunstrijden op de schaats won.
In 1966 werden de Wereldkampioenschappen biatlon in Garmisch-Partenkirchen georganiseerd.
In de prachtige bergwereld rond Garmisch-Partenkirchen staat de bergwandelaar meer dan 300 kilometer aan wandelpaden ter beschikking. Dit wandelwegennet dat tot op de bijna 3000 meter hoge Zugspitze voert is wellicht nog wel de belangrijkste sportattractie van Garmisch-Partenkirchen.